# Torsten N. Wiesel
Torsten Nils Wiesel, švedski nevrofiziolog in akademik, nobelovec, * 3. junij 1924, Uppsala, Švedska.
Znan je predvsem po svojih raziskavah vidnega sistema, za kar je leta 1981 skupaj z Davidom Hublom prejel polovico Nobelove nagrade za fiziologijo ali medicino. Drugo polovico je prejel Roger W. Sperry za raziskave možganskih polobel.

## Življenje in delo
Odraščal je na posestvu bolnišnice Beckomberga, psihiatrične ustanove v predmestju Stockholma, kjer je bil njegov oče direktor in glavni psihiater. Kot učenec ni izstopal dokler ni vpisal študija medicine na Karolinskem inštitutu, kjer se je pričel zanimati za nevrofiziologijo, eno leto pa je tudi delal s pacienti v različnih psihiatričnih ustanovah. Leta 1954 je pridobil naziv doktorja medicine in po tistem ostal še eno leto na Karolinskem inštitutu kot predavatelj.
Leta 1955 je dobil priložnost za podoktorsko usposabljanje na Univerzi Johnsa Hopkinsa, zato se je preselil v Združene države Amerike in pričel z delom v laboratoriju Stephena Kufflerja na tamkajšnji medicinski fakulteti, ki je takrat predstavljala sam svetovni vrh v raziskavah čutov. Tu je prvič spoznal Hubla, s katerim sta pričela raziskovati organizacijo centra za vid v možganih sesalcev, predvsem mačk. Z mikroelektrodami sta registrirala aktivnost posameznih nevronov in opazovala njihov odziv na različne vidne dražljaje.
Kmalu je s Hublom in še dvema drugima članoma skupine sledil Kufflerju, ki je dobil mesto predavatelja farmakologije na Univerzi Harvard. Skupina je tvorila jedro nedolgo zatem ustanovljenega oddelka za nevrobiologijo pod Kufflerjevim vodsvom. S Hublom, s katerim sta se odlično ujela, sta nadaljevala z raziskavami vidnega centra. Odkrila sta, da celice vidnega centra iz signalov iz očes izluščijo informacijo o kontrastnih črtah, pri čemer se posamezna celica odziva na točno določen kot te črte. Potrdila sta stebričasto organizacijo skupin celic, ki se odzivajo na določen kot (podoben način organizacije so odkrili že drugi raziskovalci v somatosenzoričnem sistemu), nato pa našla še t. i. stebričke okularne dominance, ki primerjajo vhode iz obeh očes in so pomembni za zaznavo razdalje. Poleg tega sta z različnimi tehnikami ustvarila 3-D zemljevid obeh tipov stebričkov v vidni skorji in s poskusi dokazala, da motnje v delovanju čutil pri novorojenem organizmu (kot je senzorična deprivacija) neposredno vplivajo na razvoj osrednjega živčevja. Wiesel je v tem času napredoval do rednega profesorja in leta 1973 postal tudi vodja oddelka za nevrobiologijo. Takrat se je njegovo tesno sodelovanje s Hublom počasi končalo, saj sta se njuni raziskovalni poti ločili. Pričel je sodelovati s Charlesom Gilbertom, s katerim sta odkrila horizontalne povezave med stebrički v vidni skorji, kar je dodatno osvetlilo organizacijo živčnega sistema.
Leta 1983 se je odzval povabilu in postal vodja laboratorija na Univerzi Rockefeller v New Yorku, leta 1991 pa še predsednik univerze. Na tem mestu je ostal do leta 1998. V zadnjih dveh desetletjih deluje ali je deloval tudi kot svetovalec v različnih odborih za nevrobiologijo, človekove pravice, spremembe podnebja in spodbujanje mednarodnega sodelovanja v znanosti. Leta 2007 je v kitajskem mestu Čengdu ustanovil raziskovalni inštitut, ki se ukvarja s preučevanjem očesnih bolezni. V 2000. letih je pogosto javno kritiziral administracijo takratnega ameriškega predsednika Georgea Busha, zaradi česar je vlada zavrnila njegovo imenovanje v svetovalni odbor enega izmed Nacionalnih inštitutov za zdravje.

## Priznanja
Za svoje temeljne prispevke k razumevanju organizacije osrednjega živčevja je prejel številne nagrade, pogosto skupaj s Hublom. Med drugim sta leta 1978 prejela nagrado Louise Gross Horwitz in leta 1981 polovico Nobelove nagrade za fiziologijo ali medicino. Poleg tega je bil Wiesel prejemnik nacionalne medalje znanosti ZDA (2005).
Sprejet je bil tudi za člana več akademskih inštitucij, med njimi Kraljeve švedske akademije znanosti, Nacionalne akademije znanosti ZDA in tujega člana britanske Kraljeve družbe.